# Episodi di Future Man (prima stagione)
La prima stagione della serie televisiva Future Man è stata pubblicata negli Stati Uniti, da Hulu, il 14 novembre 2017.
In Italia la stagione è stata interamente pubblicata il 24 aprile 2019 da Prime Video.
| n° | Titolo originale            | Titolo italiano             | Prima TV USA     | Prima TV Italia |
| -- | --------------------------- | --------------------------- | ---------------- | --------------- |
| 1  | Pilot                       | Pilot                       | 14 novembre 2017 | 24 aprile 2019  |
| 2  | Herpe: Fully Loaded         | Herpe: Fully Loaded         | 14 novembre 2017 | 24 aprile 2019  |
| 3  | A Riphole In Time           | A Riphole In Time           | 14 novembre 2017 | 24 aprile 2019  |
| 4  | A Fuel's Errand             | A Fuel's Errand             | 14 novembre 2017 | 24 aprile 2019  |
| 5  | Justice Desserts            | Justice Desserts            | 14 novembre 2017 | 24 aprile 2019  |
| 6  | A Blowjob Before Dying      | A Blowjob Before Dying      | 14 novembre 2017 | 24 aprile 2019  |
| 7  | Pandora's Mailbox           | Pandora's Mailbox           | 14 novembre 2017 | 24 aprile 2019  |
| 8  | Girth, Wind & Fire          | Girth, Wind & Fire          | 14 novembre 2017 | 24 aprile 2019  |
| 9  | Operation: Fatal Attraction | Operation: Fatal Attraction | 14 novembre 2017 | 24 aprile 2019  |
| 10 | Operation: Natal Attraction | Operation: Natal Attraction | 14 novembre 2017 | 24 aprile 2019  |
| 11 | Beyond the TruffleDome      | Beyond the TruffleDome      | 14 novembre 2017 | 24 aprile 2019  |
| 12 | Prelude to an Apocalypse    | Prelude to an Apocalypse    | 14 novembre 2017 | 24 aprile 2019  |
| 13 | A Date with Destiny         | A Date with Destiny         | 14 novembre 2017 | 24 aprile 2019  |